# 練欽孝
練欽孝（？年—？年），字順安，溫江人，由增生，咸豐十一年署鄰水縣教諭，同治元年任屏山縣訓導。